# Michelangelo Celesia

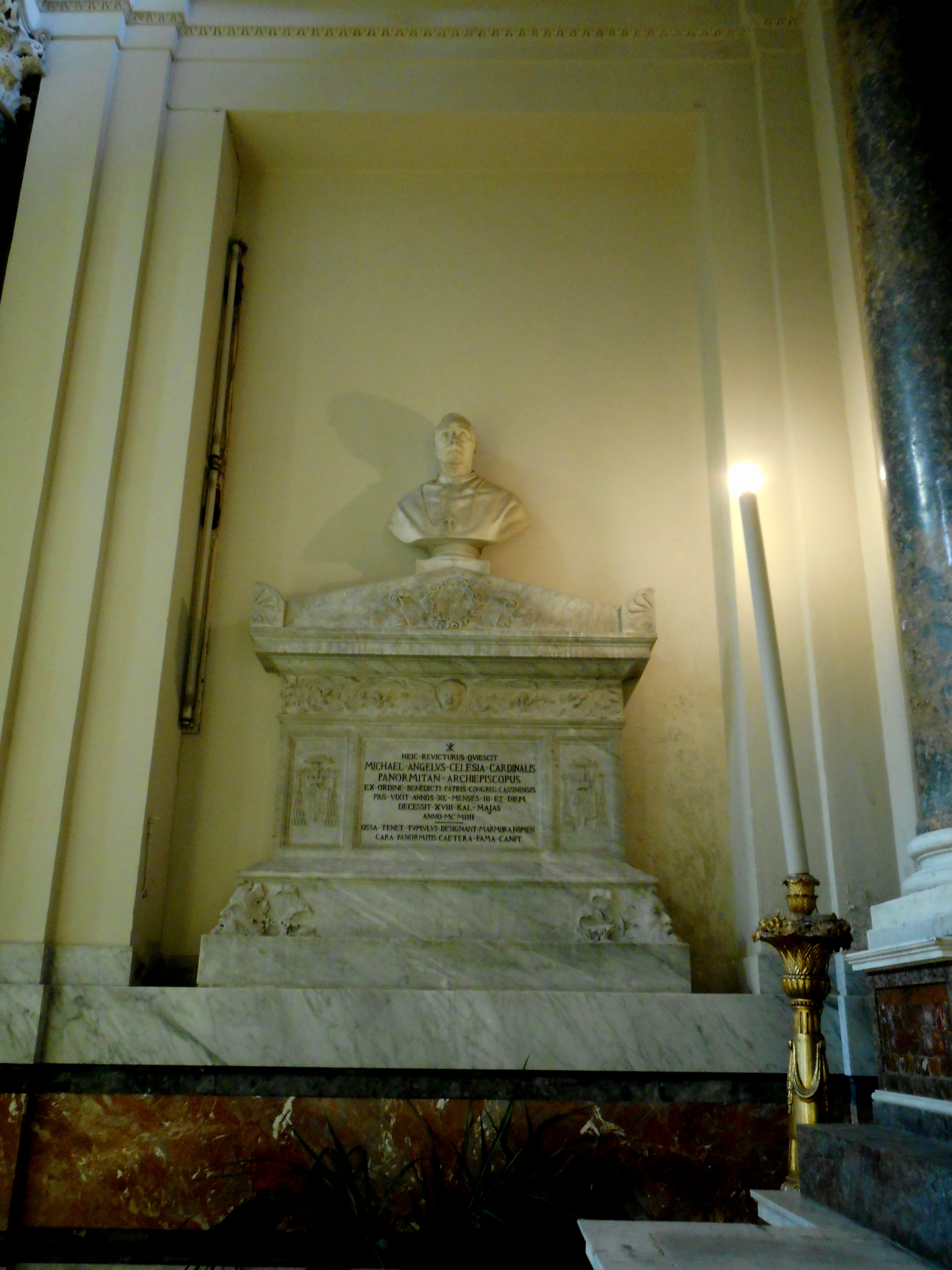
Tomba del Cardinale Celesia nella Cattedrale di Palermo

Michelangelo (al secolo Pietro Geremia) Celesia (Palermo, 13 gennaio 1814 – Palermo, 14 aprile 1904) è stato un cardinale e arcivescovo cattolico italiano.

## Biografia
Nacque a Palermo il 13 gennaio 1814, figlio di Lancellotto Celesia, marchese di Sant'Antonino e Giuseppa Caruso Azzolini. Compì gli studi letterari, filosofici e teologici nel monastero della Scala, dove poi fu anche maestro dei novizi. Priore nel monastero della Maddalena a Messina  e in quello di Militello, il 25 marzo 1850 fu nominato abate di Montecassino.
Fu in seguito procuratore generale dell'ordine e il 16 marzo 1860, proposto dal re Francesco II di Borbone, fu nominato da Pio IX vescovo di Patti. Gli fu tuttavia impedito di prendere subito possesso di questa sede perché, avendo egli prestato giuramento presso il governo borbone, rifiutò di giurare lealtà al governo italiano.
Costretto in esilio tra Palermo e Roma, governò la diocesi per mezzo di lettere pastorali e tramite il vicario generale. Solo alcuni anni più tardi, nel 1865, grazie ad un'amnistia, poté raggiungere Patti. Nei pochi anni trascorsi in diocesi effettuò una visita pastorale, nonostante il morbo asiatico, e inviò una relazione ad limina, documento accorato ed autobiografico, che descrive le difficoltà interne provocate da parroci inetti e indisciplinati, ed esterne provocate dal Governo italiano con le sue pretese di intromissione con il regio placet nelle nomine ecclesiastiche e nella esecuzione dei decreti.
Dichiaratamente papista e difensore dell'infallibilità pontificia, fu una figura di primo piano al Concilio Vaticano I.
Dopo la frattura tra Chiesa e Stato con la presa di Porta Pia del 20 settembre 1870, la Santa Sede rifiutò di concordare le nomine dei vescovi e tra il 1871 e il 1872 procedette a nomine unilaterali per le diocesi siciliane. Il 27 ottobre 1871 Michelangelo Celesia fu promosso arcivescovo di Palermo. Fino al 1879 non ricevette l'exequatur e pertanto aveva ricevuto l'ingiunzione di lasciare il palazzo arcivescovile. Un'eventuale resistenza avrebbe potuto comportare non solo l'uso della forza, ma anche l'allontanamento coatto dalla diocesi e l'affidamento della diocesi a un vicario capitolare.
Nel concistoro del 10 novembre 1884 fu creato cardinale da Leone XIII; resse la chiesa palermitana fino alla morte.
Oratore e scrittore fecondo, lasciò molte e interessanti opere raccolte e pubblicate in 9 volumi tra il 1887 e il 1889: Opere pastorali edite ed inedite del Card. M. Celesia. Tra di esse almeno 8 lettere pastorali indirizzate alla diocesi di Patti, tra le quali Lo spirito del Cattolicismo, un vero trattato di ecclesiologia e apologetica, sviluppato per circa 500 pagine.
Morì a Palermo il 14 aprile 1904 all'età di 90 anni.

## Genealogia episcopale e successione apostolica
La genealogia episcopale è:
- Cardinale Scipione Rebiba
- Cardinale Giulio Antonio Santori
- Cardinale Girolamo Bernerio, O.P.
- Arcivescovo Galeazzo Sanvitale
- Cardinale Ludovico Ludovisi
- Cardinale Luigi Caetani
- Cardinale Ulderico Carpegna
- Cardinale Paluzzo Paluzzi Altieri degli Albertoni
- Papa Benedetto XIII
- Papa Benedetto XIV
- Papa Clemente XIII
- Cardinale Marcantonio Colonna
- Cardinale Giacinto Sigismondo Gerdil, B.
- Cardinale Giulio Maria della Somaglia
- Cardinale Luigi Lambruschini
- Cardinale Girolamo d'Andrea
- Cardinale Michelangelo Celesia, O.S.B.

La successione apostolica è:
- Vescovo Domenico Turano (1872)
- Cardinale Giuseppe Guarino (1872)
- Arcivescovo Benedetto Lavecchia Guarnieri, O.F.M.Obs. (1872)
- Vescovo Antonino Morana (1872)
- Vescovo Giuseppe Maria Maragioglio, O.F.M.Cap. (1875)
- Vescovo Giuseppe Masi (1878)
- Vescovo Francesco Ragusa (1879)
- Vescovo Bernardo Cozzucli (1881)
- Arcivescovo Gaetano d'Alessandro (1884)
- Vescovo Giacomo Daddi (1884)
- Vescovo Ignazio Zuccaro (1896)
- Vescovo Gaspare Bova (1896)
- Arcivescovo Vincenzo Di Giovanni (1897)
- Vescovo Damaso Pio de Bono (1898)
- Vescovo Bartolomeo Maria Lagumina (1898)
- Vescovo Nicola Maria Audino (1898)